# Cerianthula michaelsarsi
Espèce
Cerianthula michaelsarsi est une espèce de cnidaires de la famille des Botrucnidiferidae.

## Systématique
Le nom valide complet (avec auteur) de ce taxon est Cerianthula michaelsarsi Carlgren, 1924.